# Microptysmella moravica
Microptysmella moravica is een fossiele soort schietmot uit de familie Microptysmatidae.